# Oxyodes billeti
Rectipalpula billeti là một loài bướm đêm trong họ Noctuidae.